# Charles Judson Wallace
Charles Judson Wallace (Atlanta, Georgia, 31. prosinca 1982.) je američki profesionalni košarkaš. Igra na poziciji krilnog centra, a trenutačno je član Benettona iz Trevisa.

## Karijera
Nakon što je završio sveučilište Princeton, Wallace odlazi u Europu i potpisuje za njemački Eisbären Bremerhaven. U Eisbären Bremerhavenu je proveo dvije sezone i sudjelovao na njemačkom All-Star susretu. U sezoni 2007./08. odlazi iz njemačkog prvenstva i prelazi u redove talijanskog prvoligaša Orlandine Basket. Tijekom sezone prosječno je po susretu postizao 14.4 poena i 10.8 skokova uz 38% šuta za tricu. Te sezone Orlandina Basket je po prvi puta u povijesti izborila doigravanje talijanskog prvenstva, međutim klub je na kraju ispao u četvrtfinalu od Air Avellina. Danas je Wallace član Benettona iz Trevisa.

## Vanjske poveznice
- Profil na Eurocup
- Profil  Arhivirana inačica izvorne stranice od 18. travnja 2009. (Wayback Machine) na Lega Basket Serie A